# Joshua Alba
Joshua Lauren Alba est un acteur américain né le 8 juillet 1982, dans l'État du Mississippi. Il acquiert la célébrité pour son rôle de Krit dans la série Dark Angel.
Joshua est le frère cadet de Jessica Alba. 

## Filmographie

### Cinéma
- 2006 : Alpha Dog de Nick Cassavetes : Klemash
- 2006 : Unrest (en) de Jason Todd Ipson (en) : Carlos Aclar
- 2008 : I Am Somebody: No Chance In Hell d'Aki Aleong : Young Thug
- 2010 : Now Here de Joe Shaughnessy : Mr. Malibu
- 2010 : The Dead Undead de Matthew R. Anderson et Edward Conna : Curtis
- 2010 : Creative Differences de Loren E. Chadima : Junior
- 2011 : Hyenas (en) d'Eric Weston : Marco

### Télévision
- 2001 : Dark Angel : Krit
- 2004 : Division d'élite :  Brian O'Hara
- 2006 : Monk : 1er étudiant
- 2008 : Life : McShane
- 2010 : Kill Speed (TV) : Vasquez
- 2019 : Los Angeles : Bad Girls : Nico Perez